# 1. Bundesliga 1993-94
La 1. Bundesliga 1993-94 fue la 31.ª edición de la Fußball-Bundesliga, la mayor competición futbolística de Alemania. El certamen se disputó entre el 6 de agosto de 1993 y el 7 de mayo de 1994, y contó con la participación de 18 equipos.
Bayern Múnich se consagró campeón con un triunfo 2-0 en condición de local en la última fecha ante Schalke 04. Significó el decimotercer título en la primera división de Alemania para el conjunto bávaro, siendo este el decimosegundo desde la implementación de la Bundesliga.

## Equipos
| Pos | Descendidos de 1. Bundesliga |
| --- | ---------------------------- |
| 16º | Bochum                       |
| 17º | Bayer 05 Uerdingen           |
| 18º | Saarbrücken                  |

| Pos | Ascendidos de 2. Bundesliga |
| --- | --------------------------- |
| 1º  | Friburgo                    |
| 2º  | Duisburgo                   |
| 3º  | Leipzig                     |

| Equipo                   | Ciudad          | Estadio                  | Aforo  |
| ------------------------ | --------------- | ------------------------ | ------ |
| Bayer Leverkusen         | Leverkusen      | Estadio Ulrich Haberland | 27 800 |
| Bayern de Múnich         | Múnich          | Estadio Olímpico         | 63 000 |
| Borussia Dortmund        | Dortmund        | Westfalenstadion         | 42 800 |
| Borussia Mönchengladbach | Mönchengladbach | Bökelbergstadion         | 34 500 |
| Colonia                  | Colonia         | Estadio Müngersdorfer    | 55 000 |
| Dinamo Dresde            | Dresde          | Estadio Rudolf Harbig    | 30 000 |
| Duisburgo                | Duisburgo       | Wedaustadion             | 31 500 |
| Eintracht Fráncfort      | Fráncfort       | Waldstadion              | 62 000 |
| Friburgo                 | Friburgo        | Dreisamstadion           | 15 000 |
| Hamburgo                 | Hamburgo        | Volksparkstadion         | 62 000 |
| Kaiserslautern           | Kaiserslautern  | Estadio Fritz Walter     | 38 500 |
| Karlsruher               | Karlsruhe       | Wildparkstadion          | 40 000 |
| Leipzig                  | Leipzig         | Estadio Central          | 37 000 |
| Núremberg                | Núremberg       | Frankenstadion           | 55 000 |
| Schalke 04               | Gelsenkirchen   | Parkstadion              | 70 000 |
| Stuttgart                | Stuttgart       | Estadio Gottlieb Daimler | 53 700 |
| Wattenscheid             | Bochum          | Lohrheidestadion         | 16 233 |
| Werder Bremen            | Bremen          | Weserstadion             | 32 000 |

### Equipos porEstados federados
| Región                      | N.º | Equipos |
| --------------------------- | --- | --- |
| Renania del Norte-Westfalia | 7   | Bayer Leverkusen, Borussia Dortmund, Borussia Mönchengladbach, Colonia, Duisburgo, Schalke 04 y Wattenscheid |
| Baden-Wurtemberg            | 3   | Friburgo, Karlsruher y Stuttgart                                                                             |
| Baviera                     | 2   | Bayern de Múnich y Núremberg                                                                                 |
| Sajonia                     | 2   | Dinamo Dresde y Leipzig                                                                                      |
| Bremen                      | 1   | Werder Bremen                                                                                                |
| Hamburgo                    | 1   | Hamburgo |
| Hesse                       | 1   | Eintracht Fráncfort                                                                                          |
| Renania-Palatinado          | 1   | Kaiserslautern                                                                                               |

## Sistema de competición
Los dieciocho equipos se enfrentaron entre sí bajo el sistema de todos contra todos a doble rueda, completando un total de 34 fechas. Las clasificación se estableció a partir de los puntos obtenidos en cada encuentro, otorgando dos por partido ganado, uno por empatado y ninguno en caso de derrota. En caso de igualdad de puntos entre dos o más equipos, se aplicaron, en el mencionado orden, los siguientes criterios de desempate:
1. Mejor diferencia de goles en todo el campeonato;
2. Mayor cantidad de goles a favor en todo el campeonato;
3. Mayor cantidad de puntos en los partidos entre los equipos implicados;
4. Mejor diferencia de goles en los partidos entre los equipos implicados;
5. Mayor cantidad de goles a favor en los partidos entre los equipos implicados.

Al finalizar el campeonato, el equipo ubicado en el primer lugar de la clasificación se consagró campeón y clasificó a la fase de grupos de la Liga de Campeones de la UEFA 1994-95. Asimismo, los equipos que finalizaron el certamen en segundo, tercer, cuarto y quinto lugar clasificaron a los treintaidosavos de final de la Copa de la UEFA 1994-95, siempre y cuando ninguno de ellos hubiera obtenido un cupo a la Recopa de Europa 1994-95 como campeón de la Copa de Alemania 1993-94, en cuyo caso le trasladaría su plaza al equipo ubicado en la posición inmediatamente inferior.
Por otro lado, los equipos que ocuparon los últimos tres puestos de la clasificación —decimosexta, decimoséptima y decimoctava— descendieron de manera directa a la 2. Bundesliga.

## Clasificación
| Pos. | Equipo                   | Pts. | PJ | G  | E  | P  | GF | GC | Dif. | Clasificación 1994-95                          |
| ---- | ------------------------ | ---- | -- | -- | -- | -- | -- | -- | ---- | ---------------------------------------------- |
| 1    | Bayern Múnich (C)        | 44   | 34 | 17 | 10 | 7  | 68 | 37 | +31  | Fase de grupos de la Liga de Campeones         |
| 2    | Kaiserslautern           | 43   | 34 | 18 | 7  | 9  | 64 | 36 | +28  | Treintaidosavos de final de la Copa de la UEFA |
| 3    | Bayer Leverkusen         | 39   | 34 | 14 | 11 | 9  | 60 | 47 | +13  | Treintaidosavos de final de la Copa de la UEFA |
| 4    | Borussia Dortmund        | 39   | 34 | 15 | 9  | 10 | 49 | 45 | +4   | Treintaidosavos de final de la Copa de la UEFA |
| 5    | Eintracht Fráncfort      | 38   | 34 | 15 | 8  | 11 | 57 | 41 | +16  | Treintaidosavos de final de la Copa de la UEFA |
| 6    | Karlsruher               | 38   | 34 | 14 | 10 | 10 | 46 | 43 | +3   |                                                |
| 7    | Stuttgart                | 37   | 34 | 13 | 11 | 10 | 51 | 43 | +8   |                                                |
| 8    | Werder Bremen            | 36   | 34 | 13 | 10 | 11 | 51 | 44 | +7   | Dieciseisavos de final de la Recopa de Europa  |
| 9    | Duisburgo                | 36   | 34 | 14 | 8  | 12 | 41 | 52 | −11  |                                                |
| 10   | Borussia Mönchengladbach | 35   | 34 | 14 | 7  | 13 | 65 | 59 | +6   |                                                |
| 11   | Colonia                  | 34   | 34 | 14 | 6  | 14 | 49 | 51 | −2   |                                                |
| 12   | Hamburgo                 | 34   | 34 | 13 | 8  | 13 | 48 | 52 | −4   |                                                |
| 13   | Dinamo Dresde            | 30   | 34 | 10 | 14 | 10 | 33 | 44 | −11  |                                                |
| 14   | Schalke 04               | 29   | 34 | 10 | 9  | 15 | 38 | 50 | −12  |                                                |
| 15   | Friburgo                 | 28   | 34 | 10 | 8  | 16 | 54 | 57 | −3   |                                                |
| 16   | Núremberg                | 28   | 34 | 10 | 8  | 16 | 41 | 55 | −14  | Descenso de categoría                          |
| 17   | Wattenscheid             | 23   | 34 | 6  | 11 | 17 | 48 | 70 | −22  | Descenso de categoría                          |
| 18   | Leipzig                  | 17   | 34 | 3  | 11 | 20 | 32 | 69 | −37  | Descenso de categoría                          |

Actualizado a los partidos jugados el 7 de mayo de 1994.
 Fuente: DFB
1. ↑  Copa de Alemania (CC): Werder Bremen clasificó a los dieciseisavos de final de la Recopa de Europa como campeón de la Copa de Alemania 1993-94.

Notas:
1. ↑  Se le descontaron tres puntos por irregularidades financieras.

| Bundesliga                       |
|                                  |
| Campeón Bayern Múnich 13º título |

## Resultados
| Local \ Visitante        | BAL | BAY | BOD | BOM | COL | DDR | DUI | EFR | FRI | HAM | KAI | KAR | LEI | NUR | SCH | STU | WAT | WER |
| ------------------------ | --- | --- | --- | --- | --- | --- | --- | --- | --- | --- | --- | --- | --- | --- | --- | --- | --- | --- |
| Bayer Leverkusen         | —   | 2–1 | 2–1 | 0–1 | 2–1 | 1–1 | 2–1 | 2–2 | 2–1 | 1–2 | 3–2 | 3–1 | 3–1 | 4–0 | 5–1 | 1–1 | 1–1 | 2–2 |
| Bayern Múnich            | 1–1 | —   | 0–0 | 3–1 | 1–0 | 5–0 | 4–0 | 2–1 | 3–1 | 4–0 | 4–0 | 1–0 | 3–0 | 5–0 | 2–0 | 1–3 | 3–3 | 2–0 |
| Borussia Dortmund        | 1–0 | 1–1 | —   | 3–0 | 2–1 | 4–0 | 2–1 | 2–0 | 3–2 | 2–1 | 2–1 | 2–1 | 0–1 | 4–1 | 1–1 | 1–2 | 2–0 | 3–2 |
| Borussia Mönchengladbach | 2–2 | 2–0 | 0–0 | —   | 4–1 | 2–1 | 4–1 | 0–4 | 1–1 | 2–2 | 3–1 | 1–2 | 6–1 | 2–0 | 3–2 | 0–2 | 3–3 | 3–2 |
| Colonia                  | 1–1 | 0–4 | 2–0 | 0–4 | —   | 0–1 | 1–0 | 2–3 | 2–0 | 3–0 | 0–2 | 2–1 | 3–1 | 0–1 | 1–1 | 3–1 | 3–2 | 2–0 |
| Dinamo Dresde            | 1–1 | 1–1 | 3–0 | 2–1 | 1–1 | —   | 0–1 | 0–4 | 1–2 | 1–1 | 3–1 | 1–1 | 1–0 | 1–1 | 1–0 | 1–0 | 1–1 | 1–0 |
| Duisburgo                | 2–2 | 2–2 | 2–2 | 2–0 | 0–0 | 1–1 | —   | 1–0 | 0–2 | 0–1 | 1–7 | 1–2 | 2–1 | 1–0 | 1–0 | 2–2 | 2–1 | 1–0 |
| Eintracht Frankfurt      | 2–0 | 2–2 | 2–0 | 0–3 | 0–3 | 3–2 | 1–2 | —   | 3–0 | 1–1 | 1–0 | 3–1 | 2–1 | 1–1 | 1–3 | 0–0 | 5–1 | 2–2 |
| Friburgo                 | 1–0 | 3–1 | 4–1 | 3–3 | 2–4 | 0–1 | 1–2 | 1–3 | —   | 0–1 | 2–3 | 3–3 | 1–0 | 0–0 | 2–3 | 2–1 | 4–1 | 0–0 |
| Hamburgo                 | 2–1 | 1–2 | 0–0 | 1–3 | 2–4 | 1–1 | 0–1 | 3–0 | 1–1 | —   | 1–3 | 1–1 | 3–0 | 5–2 | 4–1 | 3–2 | 2–1 | 1–1 |
| Kaiserslautern           | 3–2 | 4–0 | 2–0 | 4–2 | 3–0 | 0–0 | 2–0 | 1–1 | 1–0 | 3–0 | —   | 0–0 | 1–0 | 3–1 | 0–0 | 5–0 | 4–1 | 2–3 |
| Karlsruher               | 2–0 | 1–1 | 3–3 | 1–0 | 2–0 | 1–0 | 5–0 | 1–0 | 2–1 | 2–0 | 1–1 | —   | 3–2 | 3–2 | 0–0 | 0–0 | 2–0 | 0–3 |
| Leipzig                  | 2–3 | 1–3 | 2–3 | 1–1 | 2–3 | 3–3 | 1–1 | 1–0 | 2–2 | 1–4 | 0–0 | 1–0 | —   | 0–2 | 2–2 | 0–0 | 0–0 | 1–1 |
| Núremberg                | 2–3 | 2–0 | 0–0 | 2–4 | 1–0 | 3–0 | 0–0 | 1–5 | 2–2 | 0–1 | 0–2 | 1–1 | 5–0 | —   | 1–0 | 1–0 | 4–1 | 0–1 |
| Schalke 04               | 1–1 | 1–1 | 1–0 | 2–1 | 1–2 | 0–0 | 1–3 | 1–3 | 1–3 | 1–0 | 2–0 | 2–0 | 3–1 | 1–2 | —   | 0–1 | 4–1 | 1–1 |
| Stuttgart                | 1–4 | 2–2 | 2–2 | 3–0 | 1–1 | 3–0 | 4–0 | 0–1 | 0–4 | 4–0 | 1–1 | 3–0 | 0–0 | 1–0 | 3–0 | —   | 3–0 | 0–0 |
| Wattenscheid             | 1–2 | 1–3 | 1–2 | 3–1 | 2–2 | 1–1 | 0–2 | 0–0 | 3–1 | 3–1 | 0–2 | 5–1 | 2–2 | 2–1 | 3–0 | 2–4 | —   | 2–2 |
| Werder Bremen            | 2–1 | 1–0 | 4–0 | 4–2 | 3–1 | 0–1 | 1–5 | 1–0 | 3–2 | 0–2 | 2–0 | 0–2 | 3–1 | 2–2 | 0–1 | 5–1 | 0–0 | —   |

## Estadísticas

### Goleadores
| Jugador            | Equipo              | Goles |
| ------------------ | ------------------- | ----- |
| Stefan Kuntz       | Kaiserslautern      | 18    |
| Anthony Yeboah     | Eintracht Fráncfort | 18    |
| Stéphane Chapuisat | Borussia Dortmund   | 17    |
| Paulo Sérgio       | Bayer Leverkusen    | 17    |
| Anton Polster      | Colonia             | 17    |